# Gwen Torrence
Gwendolyn Lenna (Gwen) Torrence-Waller (Decatur (Georgia), 12 juni 1965) is een voormalige Amerikaanse atlete, die gespecialiseerd was in de sprint. Ze was meervoudig olympisch kampioene en wereldkampioene. Torrence won medailles op bijna alle atletiekwedstrijden, zoals de Olympische Spelen, WK, WK indoor, Pan-Amerikaanse Spelen, Goodwill Games en de universiade.

## Biografie
Gwen Torrence zat op de Columbia High School en studeerde hierna aan de Universiteit van Georgia. Op de Olympische Spelen van 1992 in Barcelona won ze op de 200 m een gouden medaille voor de Jamaicaanse atletes Juliet Cuthbert (zilver) en Merlene Ottey (brons). Op de 4 x 100 m estafette won ze met haar teamgenotes Evelyn Ashford, Esther Jones en Carlette Guidry een gouden medaille en op de 4 x 400 m estafette met haar teamgenotes Natasha Kaiser, Jearl Miles en Rochelle Stevens een zilveren medaille.
Op de wereldkampioenschappen van 1995 werd ze gediskwalificeerd bij de 200 m, omdat ze buiten haar baan gelopen zou hebben. Hierdoor werd haar idool Merlene Ottey eerste.
Op de Olympische Spelen van 1996 in Atlanta kon Gwen Torrence haar succes uit 1992 voortzetten en won een bronzen medaille op de 100 m achter haar landgenote Gail Devers (goud) en Merlene Ottey (zilver). Later won ze met de Amerikaanse ploeg bestaande uit Torrence, Gail Devers, Inger Miller en Chryste Gaines een gouden medaille op de 4 x 100 m estafette.
Na de WK indoor 1997, waar ze zilver won op de 60 m, trok ze zich terug uit de atletiek en werd kapster. Ze is getrouwd met sprinter Manley Waller en heeft twee kinderen (zoon Manley en dochter E’mon). Ze staat bekend om haar verlegenheid.

## Titels
- Olympische kampioene 200 m - 1992
- Olympische kampioene 4 x 100 m - 1992, 1996
- Wereldkampioene 100 m - 1995
- Wereldkampioene 4 x 100 m - 1993, 1995
- Wereldkampioene 4 x 400 m - 1993
- Pan-Amerikaans kampioene 200 m - 1987
- Pan-Amerikaans kampioene 4 x 100 m - 1987
- Universitair kampioene 100 m - 1987
- Universitair kampioene 200 m - 1987
- Universitair kampioene 4 x 100 m - 1985
- Australisch kampioene 100 m - 1994
- Amerikaans kampioene 60 m - 1988, 1989, 1994, 1995, 1996
- Amerikaans kampioene 100 m - 1992, 1995, 1996
- Amerikaans kampioene 200 m - 1988, 1991, 1992, 1993, 1995
- Amerikaans indoorkampioene 200 m - 1994, 1996
- NCAA-kampioene 100 m - 1987
- NCAA-kampioene 200 m - 1987
- NCAA-indoorkampioene 60 m - 1986, 1987

## Persoonlijke records
Outdoor
| Onderdeel | Prestatie | Datum            | Plaats    |
| --------- | --------- | ---------------- | --------- |
| 100 m     | 10,82 s   | 3 september 1994 | Parijs    |
| 200 m     | 21,72 s   | 5 augustus 1992  | Barcelona |
| 400 m     | 49,64 s   | 15 juli 1992     | Nice      |

Indoor
| Onderdeel | Prestatie | Datum           | Plaats   |
| --------- | --------- | --------------- | -------- |
| 50 m      | 6,07 s    | 9 februari 1996 | Reno     |
| 60 m      | 7,02 s    | 2 februari 1996 | New York |

## Palmares

### 60 m
- 1989:  WK indoor - 7,07 s
- 1991: 4e WK indoor - 7,13 s

### 100 m
- 1987:  Universiade - 11,09 s
- 1988: 5e OS - 10,97 s
- 1991:  WK - 11,03 s
- 1991:  Grand Prix Finale - 11,08 s
- 1992: 4e OS - 10,86 s
- 1993:  WK - 10,89 s
- 1993:  Grand Prix Finale - 11,03 s
- 1994:  Goodwill Games - 10,95 s
- 1994:  Grand Prix Finale - 10,82 s
- 1995:  WK - 10,85 s
- 1996:  OS - 10,96 s

### 200 m
- 1985:  Pacific Conference Games - 23,57 s
- 1987:  Universiade - 22,44 s
- 1987:  Pan-Amerikaanse Spelen - 22,52 s
- 1987: 5e WK - 22,40 s
- 1988: 6e OS - 22,17 s
- 1991:  WK - 22,16 s
- 1992:  Grand Prix Finale - 22,10 s
- 1992:  OS - 21,81 s
- 1993:  WK - 22,00 s
- 1994:  Goodwill Games - 22,09 s
- 1995:  Grand Prix Finale - 22,20 s
- 1995: DSQ WK

### 4 x 100 m
- 1985:  Universiade - 43,28 s
- 1987:  Pan-Amerikaanse Spelen - 42,91 s
- 1992:  OS - 42,11 s
- 1993:  WK - 41,49 s
- 1994:  Goodwill Games
- 1995:  WK - 42,12 s
- 1996:  OS - 41,95 s

### 4 x 400 m
- 1992:  OS - 3.20,95
- 1993:  WK - 3.16,71

## Onderscheidingen
- IAAF-atlete van het jaar - 1995

1948: Fanny Blankers-Koen ·
1952: Marjorie Jackson ·
1956: Betty Cuthbert ·
1960: Wilma Rudolph ·
1964: Edith McGuire ·
1968: Irena Szewińska ·
1972: Renate Stecher ·
1976: Bärbel Eckert ·
1980: Bärbel Wöckel ·
1984: Valerie Brisco-Hooks ·
1988: Florence Griffith-Joyner ·
1992: Gwen Torrence ·
1996: Marie-José Pérec ·
2000: Pauline Davis-Thompson ·
2004: Veronica Campbell ·
2008: Veronica Campbell ·
2012: Allyson Felix ·
2016: Elaine Thompson ·
2020: Elaine Thompson ·
2024: Gabrielle Thomas
1928: Rosenfeld, Smith, Bell, Cook ·
1932: Carew, Furtsch, Rogers, Von Bremen ·
1936: Bland, Rogers, Robinson, Stephens ·
1948: Stad-de Jong, Witziers-Timmer, van der Kade-Koudijs, Blankers-Koen ·
1952: Faggs, Jones, Moreau, Hardy ·
1956: Strickland, Croker, Mellor, Cuthbert ·
1960: Hudson, Williams, Jones, Rudolph ·
1964: Ciepły, Kirszenstein, Górecka, Kłobukowska ·
1968: Ferrell, Bailes, Netter, Tyus ·
1972: Krause, Mickler-Becker, Richter, Rosendahl ·
1976: Oelsner, Stecher, Bodendorf, Eckert ·
1980: Müller, Wöckel, Auerswald, Göhr ·
1984: Brown, Bolden, Cheeseborough, Ashford ·
1988: Brown, Echols, Griffith-Joyner, Ashford ·
1992: Ashford, Jones, Guidry, Torrence ·
1996: Devers, Miller, Gaines, Torrence ·
2000: Fynes, Sturrup, Davis, Ferguson ·
2004: Lawrence, Simpson, Bailey, Campbell ·
2008: Borlée, Mariën, Ouédraogo, Gevaert ·
2012: Madison, Felix, Knight, Jeter ·
2016: Madison, Felix, Gardner, Bowie ·
2020: Williams, Thompson-Herah, Fraser-Pryce, Jackson ·
2024: Jefferson, Terry, Thomas, Richardson
1983 Marlies Göhr ·
1987 Silke Gladisch ·
1991 Katrin Krabbe ·
1993 Gail Devers ·
1995 Gwen Torrence ·
1997 Marion Jones ·
1999 Marion Jones ·
2001 Zjanna Block ·
2003 Torri Edwards ·
2005 Lauryn Williams ·
2007 Veronica Campbell-Brown ·
2009 Shelly-Ann Fraser-Pryce ·
2011 Carmelita Jeter ·
2013 Shelly-Ann Fraser-Pryce ·
2015 Shelly-Ann Fraser-Pryce ·
2017 Tori Bowie ·
2019 Shelly-Ann Fraser-Pryce · 
2022 Shelly-Ann Fraser-Pryce · 
2023 Sha'Carri Richardson
1983 Gladisch, Koch, Auerswald, Göhr · 
1987 Brown, Williams, Griffith-Joyner, Marshall · 
1991 Duhaney, Cuthbert, McDonald, Ottey · 
1993 Bogoslovskaja, Maltsjoegina, Voronova, Privalova · 
1995 Mondie-Milner, Guidry-White, Gaines, Torrence · 
1997 Gaines, Jones, Miller, Devers · 
1999 Fynes, Sturrup, Davis-Thompson, Ferguson · 
2001 Paschke, G. Rockmeier, B. Rockmeier, Wagner · 
2003 Girard, Hurtis-Houairi, Félix, Arron · 
2005 Daigle, Lee, Barber, Williams · 
2007 Williams, Felix, Barber, Edwards · 
2009 Facey, Fraser, Bailey, Stewart · 
2011 Knight, Felix, Myers, Jeter · 
2013 Russell, Stewart, Calvert, Fraser-Pryce · 
2015 Campbell-Brown, Morrison, Thompson, Fraser-Pryce · 
2017 Brown, Felix, Akinosun, Bowie · 
2019 Whyte, Fraser-Pryce, Smith, Jackson · 
2022 Jefferson, Steiner, Prandini, Terry · 
2023 Davis, Terry, Thomas, Richardson
1983: Walther, Busch, Koch, Rübsam ·
1987: Neubauer, Emmelmann, Schersing, Busch ·
1991: Ledovskaja, Dzjigalova, Nazarova, Bryzgina ·
1993: Torrence, Malone-Wallace, Kaiser-Brown, Miles-Clark ·
1995: Graham, Stevens, Jones, Miles-Clark ·
1997: Feller, Rohländer, Rücker, Breuer ·
1999: Tsjebykina, Gontsjarenko, Kotljarova, Nazarova ·
2001: Richards, Scott, Parris, Fenton ·
2003: Barber, Washington, Richards, Miles-Clark ·
2005: Petsjonkina, Krasnomovets, Antjoech, Pospelova ·
2007: Trotter, Felix, Wineberg, Richards ·
2009: Dunn, Felix, Demus, Richards ·
2011: Richards-Ross, Felix, Beard, McCorory ·
2013: Goesjtsjina, Firova, Ryzjova, Krivosjapka ·
2015: Day, Jackson, McPherson, Williams-Mills ·
2017: Hayes, Felix, Wimbley, Francis ·
2019: Francis, McLaughlin, Muhammad, Jonathas ·
2022: Diggs, Steiner, Wilson, McLaughlin ·
2023: Saalberg, Klaver, Peeters, Bol
- World Athletics: 14322913
- International Standard Name Identifier: 0000 0000 3546 8149
- Library of Congress Control Number: n96062792
- Virtual International Authority File: 31263040
- WorldCat: E39PBJht7VYpYGFJtGYkfHTj4q